# 나선상균
나선상균(螺旋狀菌) 또는 스피로헤타(라틴어: spirochaeta)는 나선상균강(Spirochaetes 스피로카에테수[*])에 속하는 세균의 총칭이다. 폭은 1μ 이하이고 길이는 4μ 정도에서 긴 것은 100μ 이상되는 것까지 있다. 대부분이 나선 모양이고 세포벽은 없다. 중심에 축이 있고 그 주위에 세포질이 둘러싸고 있어서, 굴신 운동이나 축을 중심으로 한 회전 운동을 한다. 부생 또는 동물에 기생하며, 이분법으로 증식한다.
- 브라키스피라목 (Brachyspirales)
  - 브라키스피라과 (Brachyspiraceae)
- 렙토스피라목 (Leptospirales)
  - 렙토스피라과 (Leptospiraceae)
- 나선상균목 (Spirochaetales)
  - 보렐리아과 (Borreliaceae)
  - 나선상균과 (Spirochaetaceae)

## 병
나선상균이 사람에게 발병할 수 있는 병은 다음과 같다.
- 매독
- 매종
- 재귀열
- 바일병
- 전염성 황달

## 같이 보기
- 편모